# John Tavares
John Tavares, född 20 september 1990 i Mississauga, Ontario, är en kanadensisk professionell ishockeyspelare som spelar för Toronto Maple Leafs i NHL.
Han har tidigare spelat för New York Islanders.

## Biografi
Efter att under flera säsonger presterat på en exceptionell nivå i mindre hockeyligor i Kanada, blev John Tavares sommaren 2005, vid 14 års ålder, den yngste någonsin att draftas av en OHL-klubb Oshawa Generals. Han fick där dela rum med lagkamraten och nära vännen Peter Tsimikalis, som tog honom under sina vingar. John gjorde mål redan i sin första OHL-match, 23 september 2005, och blev utsedd till årets nykomling men det var under den därpå följande OHL-säsongen som Tavares på allvar blev de stora rubrikernas man när han den 16 mars 2007 slog Wayne Gretzkys målrekord i OHL genom att göra sitt 70:e och 71:a mål som 16-åring i OHL. Totalt gjorde Tavares 134 poäng säsongen 2006–07, varav 72 mål, och tilldelades mängder med prestigefyllda pris, däribland CHL Player of the Year Award för att ha varit den bäste spelaren i alla kanadensiska juniorligor den säsongen. 
Säsongen efter, 2007–08, sänkte Tavares förvisso sin mål- och poängproduktion i OHL avsevärt men fanns ändå i toppen av poängligan och bidrog därtill med 4 mål på 7 matcher när Kanadas J20-landslag bärgade sitt fjärde raka JVM-guld.
I mitten av säsongen 2008–09 - strax efter ännu ett framgångsrikt JVM, där Tavares vann skytteligan med 8 mål och utsågs till turneringens bäste spelare - bytte han klubb till London Knights och började åter producera mer än ett mål i snitt per match. Den 15 februari 2009 gjorde Tavares sitt totalt 200:e OHL-mål och den 8 mars slog han alla tiders målrekord i OHL genom att med en hattrick passera Peter Lees över 30 år gamla karriärrekord på 213 mål. Det nya rekordet lyder 215 mål. Tavares vann den säsongen även OHL:s poängliga för första gången - efter att de två tidigare säsongerna slutat tvåa respektive trea.

## NHL

### New York Islanders
Tavares offensiva kapacitet gjorde att han av New York Islanders blev draftad som etta totalt i NHL Entry Draft 2009 före svenske Victor Hedman.

### Toronto Maple Leafs
Han skrev som free agent på ett sjuårskontrakt, värt 77 miljoner dollar, med Toronto Maple Leafs den 1 juli 2018.

## Landslagskarriär
Under VM 2010 gjorde Tavares sju mål på sju matcher och blev därmed turneringens bästa målskytt.

## Statistik
| 2003–2004  | Toronto Marlboros   | GTHL       | 90   | 95  | 92  | 187 | 76  | —  | —  | —  | —  | —  |
| 2004–2005  | Toronto Marlboros   | GTHL       | 72   | 91  | 67  | 158 | 62  | —  | —  | —  | —  | —  |
|            | Milton Icehawks     | OPJHL      | 20   | 13  | 15  | 28  | 10  | —  | —  | —  | —  | —  |
| 2005–2006  | Oshawa Generals     | OHL        | 65   | 45  | 32  | 77  | 72  | —  | —  | —  | —  | —  |
| 2006–2007  | Oshawa Generals     | OHL        | 67   | 72  | 62  | 134 | 60  | 9  | 7  | 12 | 19 | 6  |
| 2007–2008  | Oshawa Generals     | OHL        | 59   | 40  | 78  | 118 | 69  | 15 | 3  | 13 | 16 | 20 |
| 2008–2009  | Oshawa Generals     | OHL        | 32   | 26  | 28  | 54  | 32  | —  | —  | —  | —  | —  |
|            | London Knights      | OHL        | 24   | 32  | 18  | 50  | 22  | 14 | 10 | 11 | 21 | 8  |
| 2009–2010  | New York Islanders  | NHL        | 82   | 24  | 30  | 54  | 22  | —  | —  | —  | —  | —  |
| 2010–2011  | New York Islanders  | NHL        | 79   | 29  | 38  | 67  | 53  | —  | —  | —  | —  | —  |
| 2011–2012  | New York Islanders  | NHL        | 82   | 31  | 50  | 81  | 26  | —  | —  | —  | —  | —  |
| 2012–2013  | New York Islanders  | NHL        | 48   | 28  | 19  | 47  | 18  | 6  | 3  | 2  | 5  | 4  |
|            | SC Bern             | NLA        | 28   | 17  | 25  | 42  | 28  | —  | —  | —  | —  | —  |
| 2013–2014  | New York Islanders  | NHL        | 59   | 24  | 42  | 66  | 40  | —  | —  | —  | —  | —  |
| 2014–2015  | New York Islanders  | NHL        | 82   | 38  | 48  | 86  | 46  | 7  | 2  | 4  | 6  | 2  |
| 2015–2016  | New York Islanders  | NHL        | 78   | 33  | 37  | 70  | 38  | 11 | 6  | 5  | 11 | 6  |
| 2016–2017  | New York Islanders  | NHL        | 77   | 28  | 38  | 66  | 38  | —  | —  | —  | —  | —  |
| 2017–2018  | New York Islanders  | NHL        | 82   | 37  | 47  | 84  | 26  | —  | —  | —  | —  | —  |
| 2018–2019  | Toronto Maple Leafs | NHL        | 82   | 47  | 41  | 88  | 34  | 7  | 2  | 3  | 5  | 0  |
| 2019–2020  | Toronto Maple Leafs | NHL        | 63   | 26  | 34  | 60  | 24  | 5  | 2  | 1  | 3  | 0  |
| 2020–2021  | Toronto Maple Leafs | NHL        | 56   | 19  | 31  | 50  | 14  | 1  | 0  | 0  | 0  | 0  |
| 2021–2022  | Toronto Maple Leafs | NHL        | 79   | 27  | 49  | 76  | 32  | 7  | 3  | 3  | 6  | 2  |
| 2022–2023  | Toronto Maple Leafs | NHL        | 80   | 36  | 44  | 80  | 34  | 11 | 4  | 4  | 8  | 4  |
| NHL totalt | NHL totalt          | NHL totalt | 1029 | 427 | 548 | 975 | 445 | 55 | 22 | 22 | 44 | 18 |
| OHL totalt | OHL totalt          | OHL totalt | 247  | 215 | 218 | 433 | 255 | 38 | 20 | 36 | 56 | 34 |

### Internationellt
| År            | Lag           | Turnering     |               | Matcher | Mål | Assists | Poäng | Utv. |
| ------------- | ------------- | ------------- | ------------- | ------- | --- | ------- | ----- | ---- |
| 2008          | Kanada        | JVM           | 7             | 4       | 1   | 5       | 2     |      |
| 2009          | Kanada        | JVM           | 6             | 8       | 7   | 15      | 0     |      |
| 2010          | Kanada        | VM            | 7             | 7       | 0   | 7       | 6     |      |
| 2011          | Kanada        | VM            | 7             | 5       | 4   | 9       | 12    |      |
| 2012          | Kanada        | VM            | 8             | 4       | 5   | 9       | 12    |      |
| 2014          | Kanada        | OS            | 4             | 0       | 0   | 0       | 0     |      |
| Junior totalt | Junior totalt | Junior totalt | Junior totalt | 28      | 15  | 19      | 34    | 32   |
| Senior totalt | Senior totalt | Senior totalt | Senior totalt | 26      | 16  | 9       | 25    | 30   |